# Calochromus dimidiatus
Calochromus dimidiatus är en skalbaggsart som beskrevs av Leconte 1875. Calochromus dimidiatus ingår i släktet Calochromus och familjen rödvingebaggar. Inga underarter finns listade i Catalogue of Life.